# Platyrhachus laticollis
Platyrhachus laticollis är en mångfotingart som beskrevs av Pocock 1894. Platyrhachus laticollis ingår i släktet Platyrhachus och familjen Platyrhacidae. Inga underarter finns listade i Catalogue of Life.